# Brovello-Carpugnino
Brovello-Carpugnino là một đô thị ở tỉnh Verbano-Cusio-Ossola trong vùng Piedmont, có cự ly khoảng 100 km về phía đông bắc của Torino và khoảng 14 km về phía tây nam của Verbania. Tại thời điểm ngày 31 tháng 12 năm 2004, đô thị này có dân số 607 người và diện tích là 8,3 km².
Brovello-Carpugnino giáp các đô thị: Armeno, Gignese, Lesa, Massino Visconti, Stresa.